# Amazon Mechanical Turk

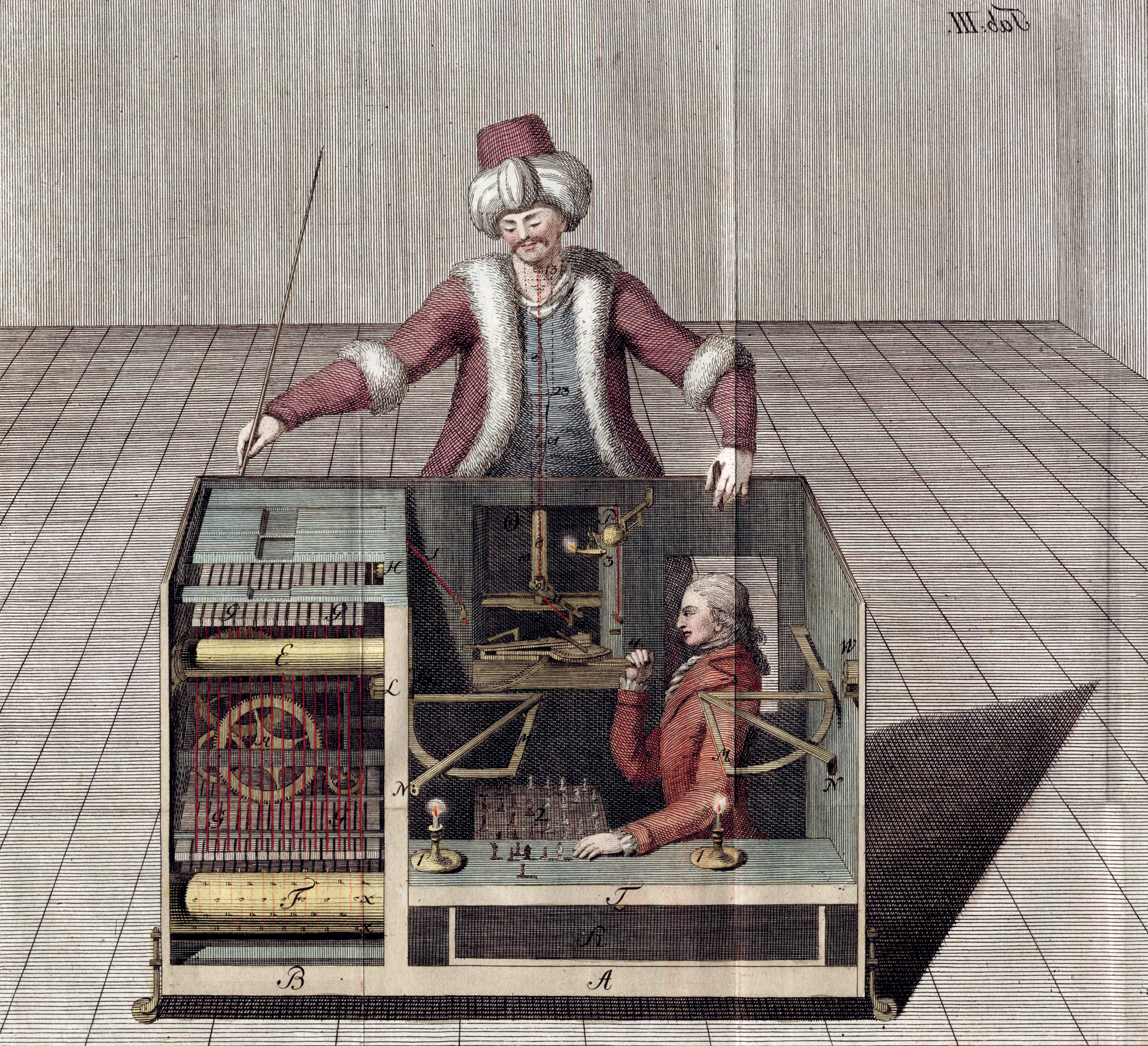
Il turco meccanico, presunto automa del '700 da cui il servizio ha preso il nome

Amazon Mechanical Turk (MTurk) è un servizio internet di crowdsourcing che permette ai committenti (conosciuti come requester) di coordinare l'uso di intelligenze umane per eseguire compiti che i computer, a oggi, non sono in grado di fare. È una delle suite di Amazon Web Services.
I requester possono pubblicare obiettivi conosciuti come HIT (Human Intelligence Tasks), come identificare gli artisti in un cd musicale, le migliori fotografie di un negozio, la scrittura delle descrizioni di un prodotto.
I worker (lavoratori o provider come vengono chiamati nei termini di servizio) o informalmente Turker, possono ricercare tra gli obiettivi esistenti e completarli in cambio di un pagamento deciso dal requester.
Il servizio è nato il 2 novembre 2005.
Il nome allude al Turco meccanico, un automa del diciottesimo secolo che giocava a scacchi, tramite una persona nascosta al suo interno.
L'applicazione viene usata anche da psicologi o ricercatori per proporre test agli utenti in cambio di una piccola somma di denaro.